# Penares
Penares é um gênero de esponja marinha da família Ancorinidae.

## Espécies
- Penares alata (Lendenfeld, 1907)
- Penares anisoxia Boury-Esnault, 1973
- Penares apicospinatus Desqueyroux-Faúndez e van Soest, 1997
- Penares candidata (Schmidt, 1868)
- Penares chelotropa Boury-Esnault, 1973
- Penares cortius de Laubenfels, 1930
- Penares foliaformis Wilson, 1904
- Penares helleri (Schmidt, 1864)
- Penares incrustans Tanita, 1963
- Penares intermedia (Dendy, 1905)
- Penares mastoidea (Schmidt, 1880)
- Penares micraster Lévi, 1993
- Penares obtusus (Lendenfeld, 1907)
- Penares ochracea (Carter, 1886)
- Penares orthotriaena Burton, 1931
- Penares palmatoclada Lévi, 1993
- Penares saccharis (de Laubenfels, 1930)
- Penares scabiosus Desqueyroux-Faúndez e van Soest, 1997
- Penares schulzei (Dendy, 1905)
- Penares sclerobesa Topsent, 1904
- Penares sollasi Thiele, 1900
- Penares sphaera (Lendenfeld, 1907)
- Penares tylotaster Dendy, 1924